# هربرت ستون ماكدونالد
هربرت ستون ماكدونالد هو قاضي وسياسي كندي، ولد في 23 فبراير 1842، وتوفي في 8 يناير 1921. حزبياً، نشط في حزب أونتاريو المحافظ التقدمي. وقد انتخب عضو برلمان مقاطعة أونتاريو.